# David Špaček
David Špaček (* 18. února 2003, Columbus, Ohio) je český hokejový obránce hrající za tým Iowa Wild v AHL. Ve vstupním draftu 2022 si jej jako 153. celkově v 5. kole vybral tým Minnesota Wild. V roce 2024 se stal mistrem světa. Jeho otcem je bývalý hokejový obránce a olympijský vítěz Jaroslav Špaček, který v NHL odehrál třináct sezón.

## Ocenění a úspěchy
- 2022 QMJHL – All-Rookie Tým
- 2022 QMJHL – Raymond Lagacé Trophy
- 2022 MSJ – Top tří nejlepších hráčů v týmu
- 2023 MSJ – Top tří nejlepších hráčů v týmu

## Statistiky

### Klubové statistiky
| Sezóna        | Klub                  | Soutěž        |     | Základní část | Základní část | Základní část | Základní část | Základní část |   | Play off | Play off | Play off | Play off | Play off |
| Sezóna        | Klub                  | Soutěž        | Z   | G             | A             | B             | TM            | Z             | G | A        | B        | TM       |          |          |
| 2020–21       | HC Škoda Plzeň        | ČHL-20        | 8   | 1             | 3             | 4             | 32            | —             | — | —        | —        | —        |          |          |
| 2020–21       | HC Stadion Litoměřice | 1. ČHL        | 2   | 0             | 1             | 1             | 0             | —             | — | —        | —        | —        |          |          |
| 2021–22       | Sherbrooke Phoenix    | QMJHL         | 57  | 12            | 38            | 50            | 44            | 11            | 2 | 11       | 13       | 8        |          |          |
| 2022–23       | Sherbrooke Phoenix    | QMJHL         | 58  | 13            | 44            | 57            | 30            | 14            | 3 | 5        | 8        | 8        |          |          |
| 2023–24       | Iowa Wild             | AHL           | 61  | 3             | 9             | 12            | 21            | —             | — | —        | —        | —        |          |          |
| 2023–24       | Iowa Heartlanders     | ECHL          | 3   | 2             | 0             | 2             | 0             | —             | — | —        | —        | —        |          |          |
| 2024–25       | Iowa Wild             | AHL           | 72  | 4             | 27            | 31            | 31            | —             | — | —        | —        | —        |          |          |
| QMJHL celkově | QMJHL celkově         | QMJHL celkově | 115 | 25            | 82            | 107           | 74            | 25            | 5 | 16       | 21       | 16       |          |          |

### Reprezentace
| Rok                       | Tým                       | Soutěž                    | Z  | G | A | B | TM |
| ------------------------- | ------------------------- | ------------------------- | -- | - | - | - | -- |
| 2020                      | Česko 17                  | WHC-17                    | 6  | 0 | 0 | 0 | 0  |
| 2021                      | Česko 18                  | MS-18                     | 3  | 0 | 0 | 0 | 0  |
| 2022                      | Česko 20                  | MSJ                       | 7  | 0 | 1 | 1 | 4  |
| 2023                      | Česko 20                  | MSJ                       | 7  | 3 | 5 | 8 | 0  |
| 2024                      | Česko                     | MS                        | 10 | 0 | 5 | 5 | 0  |
| 2025                      | Česko                     | MS                        | 8  | 0 | 2 | 2 | 2  |
| Juniorská kariéra celkově | Juniorská kariéra celkově | Juniorská kariéra celkově | 23 | 3 | 6 | 9 | 4  |
| Seniorská kariéra celkově | Seniorská kariéra celkově | Seniorská kariéra celkově | 18 | 0 | 7 | 7 | 2  |